# Covelo (Spanyolország)
Covelo egy község Spanyolországban, Pontevedra tartományban. Covelo Mondariz, Fornelos de Montes, Avión, Carballeda de Avia, Melón és A Cañiza községekkel határos. Lakosainak száma 2422 fő (2024).

## Népesség
A település népessége az elmúlt években az alábbi módon változott:
| Lakosok száma | 3968 | 3730 | 3515 | 3399 | 2931 | 2719 | 2505 | 2396 | 2480 | 2422 |
|               | 2001 | 2004 | 2007 | 2009 | 2012 | 2014 | 2017 | 2019 | 2022 | 2024 |